# Municipio de Frank
El municipio de Frank (en inglés: Frank Township) es un municipio ubicado en el  condado de Avery en el estado estadounidense de Carolina del Norte. En el año 2010 tenía una población de 296 habitantes.

## Geografía
El municipio de Frank se encuentra ubicado en las coordenadas 36°4′13.84″N 82°0′8.37″O / 36.0705111, -82.0023250.